# Denpa
Denpa est un satellite scientifique japonais développé par l'ISAS et lancé le 19 août 1972 à 2 h 40 TU par le lanceur Mu-4S # 4. Les objectifs scientifiques du satellite sont l'étude et la mesure des ondes électromagnétiques, des ondes de plasma, de la densité ambiante des électrons, des flux d'électrons à énergie élevée, de l'instabilité de ondes cyclotron, des perturbations magnétiques dans l'ionosphère et la basse magnétosphère.
Le satellite d'une masse de 75 kg a la forme d'un cylindre à 8 faces haut de 75 centimètres et d'une largeur maximale de 75 cm recouvert de 5 000 cellules photovoltaïques au silicium de type n-p fournissant en moyenne au moins 13 watts. Trois antennes longues de 3 mètres sont attachées au corps du satellite ainsi qu'un mât de 0,5 mètre de long portant le magnétomètre. Le satellite est stabilisé par rotation à raison de 3 tours par seconde. Son orbite elliptique est de 240 x 6 570 km, avec une période orbitale de 160 minutes et une inclinaison de 31°.
Le 22 août 1972, l'émetteur radio du satellite tombe en panne. Le satellite ne peut transmettre aucune donnée scientifique. Selon l'enquête effectuée par la suite, la panne est la conséquence d'un arc électrique de fort voltage qui apparut après la mise en marche des instruments. Le satellite se désintègre le 19 mai 1980.